# Panicum lycopodioides
Espèce
Classification phylogénétique
Panicum lycopodioides est une espèce végétale de la famille des Poaceae, endémique des landes d'altitude de l'île de La Réunion. Le nom scientifique latin signifie “panic à allure de lycopode”, car il s'agit d'une graminée rampante de très petite taille, à feuilles appliquées contre la tige comme les écailles d'un lycopode et formant des touffes plaquées au sol. On rencontre cette espèce à haute altitude, au-dessus de 2 000 m, sur des sols graveleux peu évolués dans des formations de végétation rase et éparse.

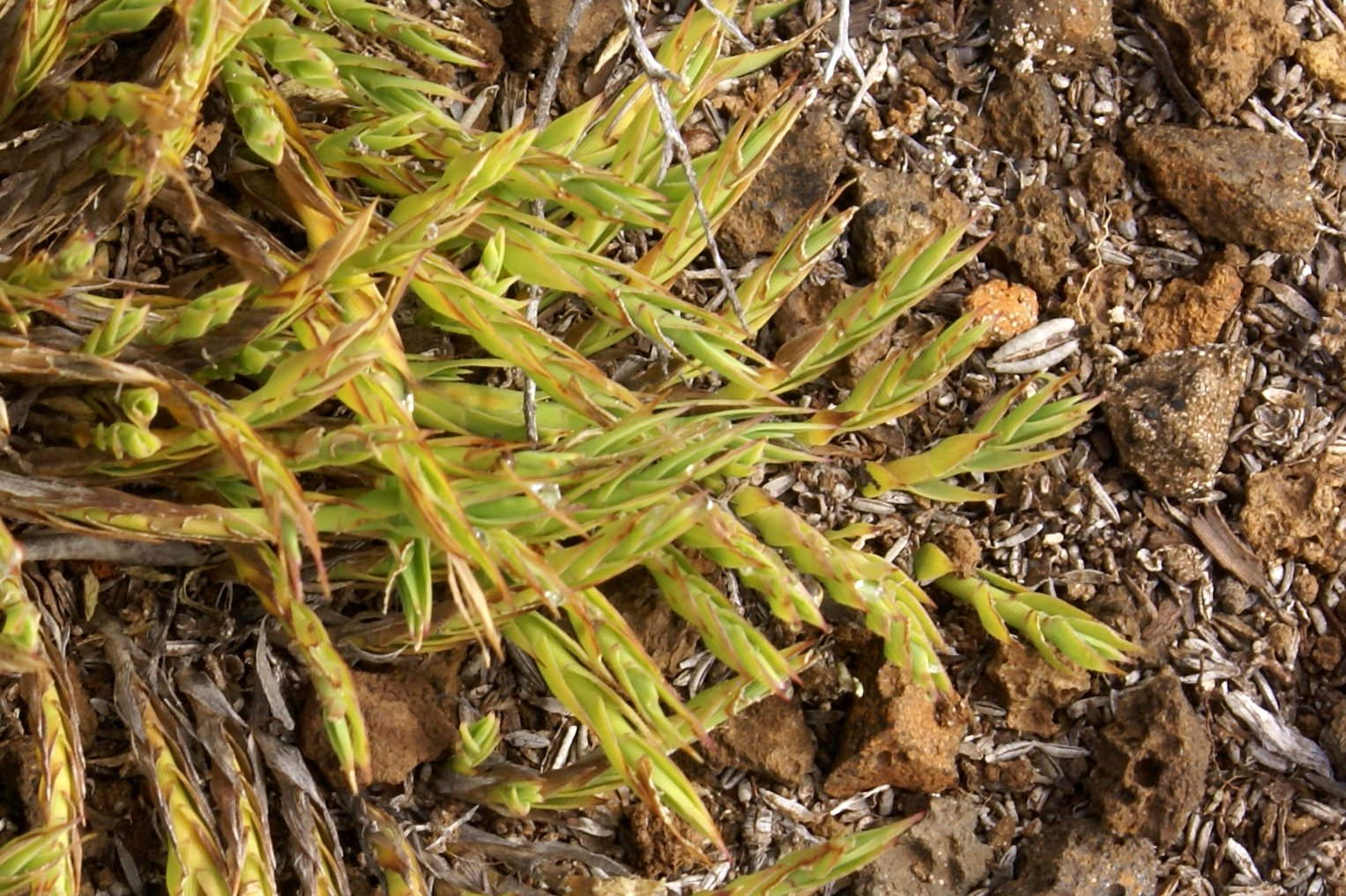
Détail des tiges feuillées de Panicum lycopodioides
(les plus gros graviers ont un diamètre d'environ 8 mm)